# 川西源氏うどん
川西源氏うどん（かわにしげんじうどん）は、兵庫県川西市内の飲食店で提供されるご当地うどんである。

## 概要
源氏発祥の地である川西市で地域おこしをしようと川西商店連盟(川西源氏うどんプロジェクト)が発足し、開発命名された。